# Chen rossii

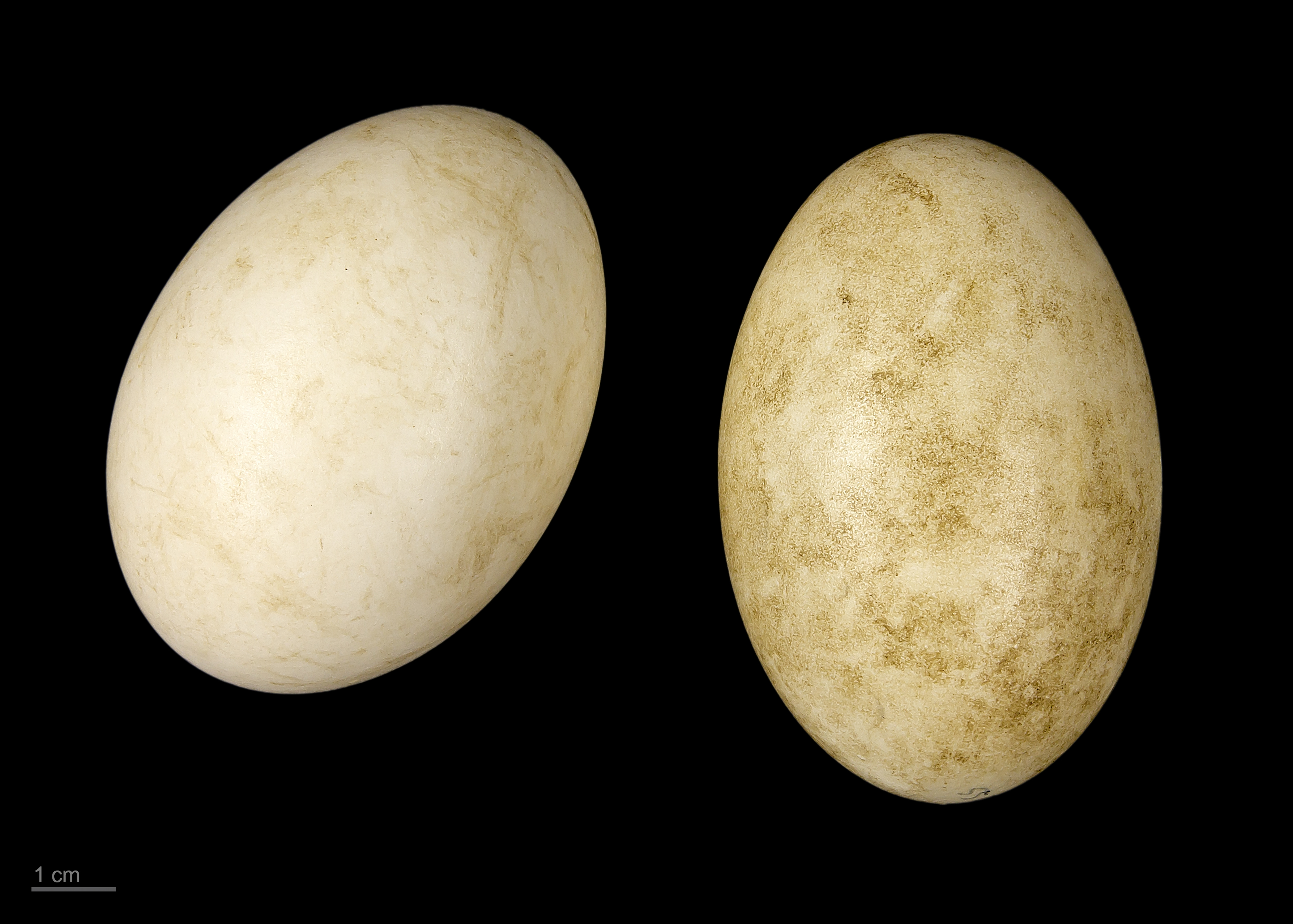
Anser rossii - MHNT

El ánsar de Ross o ganso de Ross (Chen rossii), es una especie de ave anseriforme de la familia Anatidae propia de América del Norte. Es un ave migratoria que cría en las regiones costeras del ártico canadiense y migra al sur de Estados Unidos y norte de México para pasar el invierno. El nombre científico más usado es Anser rossii

## Distribución y hábitat
Es un ave migratoria, en verano se suele encontrar en el norte de Canadá, principalmente en el Queen Maud Gulf Migratory Bird Sanctuary y en invierno en el sur de Estados Unidos y el norte de México. Su hábitat natural son las praderas, humedales y lagos permanentes de agua dulce.